# Marianella Bargilli
Marianella Bargilli (Cecina, 27 febbraio 1971) è un'attrice teatrale ed ex conduttrice televisiva italiana.

## Biografia
Marianella Bargilli inizia il suo percorso di studi teatrali con il Teatro Danza mettendo in scena spettacoli di strada, intensificando lo studio del movimento del corpo e l'esperienza con un pubblico popolare. Nel 1999 ottiene la parte di un'amazzone nel film Hannibal di Ridley Scott. Dal 2000 al 2002 frequenta il teatro Blu di Roma, studiando con Beatrice Bracco il metodo Stanislavskij/Strasberg e partecipando a stages con maestri come Michael Margotta, Marylin Freed, docenti dell'Actor's Studio di New York, con Nikolaj Karpov, direttore dell'Istituto della biomeccanica al Gitis (Istituto Teatrale di Mosca), con Steven Berkoff e con Augusto Omulù danzatore dell'Odin Theatret.
Nel 2003 partecipa come concorrente alla terza edizione del reality show Grande Fratello. Nel 2004 debutta nella prosa italiana interpretando Eliza Doolittle ne Il pigmalione di George Bernard Shaw per la regia di Roberto Guicciardini ottenendo una candidatura come miglior attrice emergente ai Premi Olimpici, Oscar del teatro e nello stesso anno vince il Premio Chianciano Terme. Contemporaneamente si cimenta come aiuto regista negli spettacoli Ragazze sole con qualche esperienza di Enzo Moscato ed Emigranti di Sławomir Mrożek per la regia di Geppy Gleijeses.
Successivamente interpreta Adele Selciano in Io, l'erede, di Eduardo De Filippo, per la regia di Andrée Ruth Shammah, Suor Agostina nell'opera omonima di Rodolfo Chirico per la regia di Roberto Guicciardini, Afrodite e Maria di Magdala in Visioni di Gesù con Afrodite, di Giuliano Scabia e Margot Wendice in Delitto perfetto di Frederick Knott entrambi per la regia di Geppy Gleijeses. È la Dea Follia in Eracle nel XLIII Ciclo di Rappresentazioni Classiche di Siracusa per la regia di Luca De Fusco.
Nel 2009 interpreta una moderna cantastorie in Alè Calais di Osvaldo Guerrieri per la regia di Emanuela Giordano. Lo spettacolo è stato rappresentato in lingua francese a Calais nel Théâtre Municipal nel 2010 e nel 2011 a Parigi al Théâtre Mouffetard. È stata Silia gala ne Il gioco delle parti di Luigi Pirandello per la regia di Egisto Marcucci e Elisabetta Courir. Veste i ruolo della protagonista in La stanza delle donne di Slavenka Drakulić per la regia di Luciano Melchionna nella rassegna "I solisti del teatro", XVIII edizione ai Giardini della Filarmonica di Roma.
Nel 2011 è l'interprete della mise en espace del Priapeo dei gamberi di Christian Siméon per il progetto Face à Face ed è la protagonista in Elena di Euripide per la regia di Alvaro Piccardi durante l'XI ciclo di spettacoli classici al "Festival Teatro dei due Mari" di Tindari. Nello stesso anno vince il Premio "Perle del Tirreno" come personaggio femminile dell'anno per il Teatro. Dal 2011 al 2013 si cimenta nel Teatro partenopeo interpretando Amalia Sciosciammocca ne Lo scarfalietto e Luisella in Miseria e nobiltà, entrambi di Eduardo Scarpetta, e Fanny nell'inedito A Santa Lucia di Raffaele Viviani. È stata Julie Mercadet in L'affarista di Honoré de Balzac per la regia di Antonio Calenda. Nel 2013 veste i panni maschili di Algernon ne L'importanza di chiamarsi Ernesto di Oscar Wilde per la regia di Geppy Gleijeses e riceve la nomination come miglior attrice protagonista al Premio Giovani "Vincenzo Cerami".
Nelle stagioni 2014/2015/2016 è stata la Signora Perella in L'uomo, la bestia e la virtù di Luigi Pirandello per la regia di Giuseppe Dipasquale. Nel 2015 è Rosaura ne Il bugiardo di Carlo Goldoni per la regia di Alfredo Arias che ha debuttato in prima nazionale al Napoli Teatro Festival. Nel 2016 ha interpretato Teresa in Luci della ribalta di Charlie Chaplin per la regia di Giuseppe Emiliani. Nell'agosto 2017 pertecipa al Festival di Borgio Verezzi, nel ruolo di Sofia, con lo spettacolo La cena delle belve di Vahè Katchà per la regia di Julien Sibre. Nel 2018 interpreta Margherita Gautier in La Signora delle camelie di Alexander Dumas fils per la regia di Matteo Tarasco. Nel settembre 2018 è stata in scena ai Giardini di Castel Sant'Angelo nell'ambito dell'Estate romana 2018 nel ruolo di Alberta con lo spettacolo Refugees... voi come noi, ideato e diretto da Ugo Bentivegna. Nell'estate 2019 lo spettacolo diventa Refugees... il respiro dei migranti - Salina Opera Paese nell'ambito del SalinaDocFest e nell’estate 2020 lo spettacolo riprende per tre repliche in Sicilia.  Nel gennaio del 2021 interpreta Dida, Diamante, Anna e Rosa nell’allestimento dello spettacolo Uno, nessuno e centomila di Luigi Pirandello per la regia di Antonello Capodici. Nel febbraio 2021 è Caterina Leher nell’allestimento dello spettacolo La governante di Vitaliano Brancati per la regia di Guglielmo Ferro. Nell'ottobre 2021 interpreta Fedra di Racine regia di Patrick Rossi Gastaldi (ottobre 2021 74º ciclo Spettacoli Classici - Teatro Olimpico Vicenza).
Nel maggio 2022 è Caterina nello spettacolo Che notte quella notte di Mafra Gagliardi, regia Antonello Capodici. A settembre 2022 interpreta Assassinio nella cattedrale di Thomas Stearns Elliot, regia di Guglielmo Ferro (settembre 2022 -  75º ciclo Spettacoli Classici - Teatro Olimpico Vicenza).
Nell'aprile 2023 interpreta Spose - Le nozze del secolo di Fabio Bussotti, regia Matteo Tarasco che è stato in Tournée fino a maggio 2024.
In televisione ha condotto due trasmissioni per il canale satellitare Sky-Leonardo, Style e Notturno ed è stata l'ideatrice e protagonista del programma Tournée, primo reality-documentario sul Teatro che segue la tournée de Il pigmalione dai provini all'ultima recita. Il programma è stato promosso Trasmissione culturale del satellite nella stagione televisiva 2004-2005. Nel 2013 partecipa alla fiction La Narcotici 2 - Sfida al cielo per la regia di Michele Soavi, nel ruolo di Ada Carrocci, in onda su Rai 1. 
È stata socia del Teatro Quirino-Vittorio Gassman dal 2009 al 2020.
Nel 2025 fonda l'Associazione ODV-Pedale rosso, contro la violenza di genere.

## Teatro
- Pigmalione di George Bernard Shaw, regia di Roberto Guicciardini, tournée biennale (2004-2005)
- Io, l'erede di Eduardo de Filippo, regia di Andrée Ruth Shammah, tournée triennale (2005-2008)
- Suor Agostina di Rodolfo Chirico, regia di Roberto Guicciardini, tournée biennale  (2006-2007)
- Visioni di Gesù con Afrodite di Giuliano Scabia, regia di Geppy Gleijeses (2006)
- Delitto perfetto, di Frederick Knott, regia di Geppy Gleijeses, tournée biennale  (2006-2007)
- Eracle di Euripide, regia di Luca De Fusco, maggio-giugno XLIII ciclo rappresentazioni classiche Siracusa  (2007)
- Il giuoco delle parti di Luigi Pirandello, regia di Egisto Marcucci e Elisabetta Courir, tournée biennale  (2008-2009)
- Alè Calais di Osvaldo Guerrieri, regia di Emanuela Giordano, tournée triennale-tournée francese Grand Théatre de Calais-Théatre Mouffetard Paris (2009-2012)
- La stanza delle donne di Slavenka Drakulic, regia di Luciano Melchionna, Giardini della Filarmonica (2010)
- Lo scarfalietto di Eduardo Scarpetta, regia di Geppy Gleijeses -  debutto Festival della Versilia e tournée biennale (2010-2012)
- Mercadet L'affarista di Honoré de Balzac, regia di Antonio Calenda, tournée triennale (2011-2013)
- Il priapeo dei gamberi di Christian Simèon, regia di Geppy Gleijeses, Face a Face-parole di Francia per scene D'Italia (2011)
- Elena di Euripide, regia di Alvaro Piccardi, Festival Dei Due Mari Tindari (2011)
- A Santa Lucia di Raffaele Viviani, regia di Geppy Gleijeses, tournée biennale (2012-2013)
- Miseria e nobiltà di Eduardo Scarpetta, regia di Geppy Gleijeses, tournée biennale  (2012-2014)
- L'importanza di chiamarsi Ernesto di Oscar Wilde, regia di Geppy Gleijeses, tournée biennale (2014-2015)
- L'uomo, la bestia e la virtù di Luigi Pirandello, regia di Giuseppe Di Pasquale, tournée biennale (2015-2016)
- Il bugiardo di Carlo Goldoni, regia di Alfredo Arias, debutto al Festival di Napoli - tournée biennale - tournée francese Théatre De La Cartucerie Paris (2015-2017)
- Luci della ribalta di Charlie Chaplin, regia di Giuseppe Emiliani, tournée (2016-2017)
- La cena delle belve di Vahè Katcha, regia di Julien Sibre, debutto Festival di Borgio Verezzi (2017), tournée biennale (2019-2020)
- La signora delle camelie di Alexandre Dumas figlio, regia di Matteo Tarasco, tournée biennale  (2018-2019)
- Reefugees... noi come voi scritto e diretto da Ugo Bentivegna, tournée biennale (2018-2020)
- Uno, nessuno e centomila di Luigi Pirandello, regia di Antonello Capodici, tournée biennale  (2021-2023)
- La governante di Vitaliano Brancati, regia di Guglielmo Ferro (2021)
- Una stanza tutta per sé di Virginia Woolf, regia di Alessio Pizzech, debutto al Campania Teatro Festival  (2021)
- Fedra di Racine regia di Patrick Rossi Gastaldi  2021 - debutto Teatro Olimpico Vicenza durante il 74° ciclo spettacoli classici - tournée (2022)
- Che notte quella notte di Mafra Gagliardi, regia di Antonello Capodici, tournée (2022)
- Il corpo della donna come campo di battaglia di Matëi Visniec, regia di Alessio Pizzech, debutto Festival di Todi (2022)
- Assassinio nella cattedrale di Thomas Stearns Elliot, regia di Guglielmo Ferro, 2022 debutto Teatro Olimpico Vicenza-75° ciclo spettacoli classici- tournée (2023)
- Spose - Le nozze del secolo di Fabio Bussotti, regia di Matteo Tarasco, tournée biennale (2023-2024)
- Ti ho sposato per allegria di Natalia Ginzburg, regia Emilio Russo (2024-2026)
- Tito Andronico di William Shakespeare, regia Davide Sacco (2025)

## Filmografia

### Cinema
- L'amore rubato, regia di Irish Braschi (2016)
- Hard Night Falling, regia di Giorgio Bruno (2019)
- Tramonto a nord ovest, regia di Luisa Porrino (2023)

### Televisione
- Sfida al cielo - La narcotici 2 – serie TV, episodio 2x01 (2015)
- Baciato dal sole – serie TV, 4 episodi (2016)
- Giro Express - seguendo le tappe del Giro d'Italia, uomini e donne alla scoperta del Bel Paese (2025)

Pubblicità
- Snaitech (2021)

## Programmi televisivi
- Grande Fratello 3 (Canale 5, 2003) – Concorrente
- Style (Sky Leonardo, 2003-2004) – Conduttrice
- Notturno (Sky Leonardo, 2004) – Conduttrice
- Tournée (Sky Leonardo, 2004-2005) – Ideatrice e protagonista (Premio trasmissione di cultura del satellite)

## Riconoscimenti
- Candidatura come miglior attrice emergente al Premio Eti Olimpici del Teatro per l'interpretazione di Eliza Doolittle in "Pigmalione" di G. B. Shaw
- Vincitrice del premio Chianciano Terme per il ruolo di Eliza Doolittle
- Vincitrice del premio Perla del Tirreno per il Teatro, assegnato dal quotidiano Il Tirreno
- Candidatura come miglior attrice protagonista al Premio Giovani "Vincenzo Cerami"
- Gran premio della giuria come attrice alla 27ª edizione del Terra di Siena International Film Festival
- Premio Riccardo Bramante 2023 Cinema e Teatro
- Premio Cultura del Comune di Cecina 2024
- Premio Costa degli Etruschi - cultura, spettacolo e impegno sociale 2025